# Květa Pacovská
Květa Pacovská, née le 28 juillet 1928 à Prague (Tchécoslovaquie) et morte le 6 février 2023, est une artiste plasticienne tchécoslovaque puis tchèque qui a consacré une partie importante de son travail au livre d'art destiné à la jeunesse.

## Biographie
Née à Prague le 28 juillet 1928, Kveta Pacovska est la fille d’un chanteur d’opéra et d’une professeure de langues. Très jeune, elle explore diverses formes de création telles que le dessin, le volume, le collage et la couleur. Sa grand-mère joue un rôle clé en lui enseignant à apprécier la beauté dans les choses simples du quotidien.
La Seconde Guerre mondiale marque une période difficile : son père décède, et elle interrompt ses études, qu’elle reprend en 1945 en intégrant une école de graphisme. En 1947, elle poursuit sa formation à l’École des arts appliqués de Prague, où elle étudie sous la direction d’Emil Filla, figure de l’avant-garde cubiste. Elle s’oriente alors vers la peinture monumentale. Cependant, les bouleversements politiques liés à la prise de pouvoir des Soviétiques en 1948, accompagnés de la fermeture des frontières, limitent considérablement les perspectives artistiques. Les courants modernistes, comme le constructivisme, sont alors rejetés par le régime.
Dans ce contexte, Kveta Pacovska continue de sculpter en secret. Après son mariage avec l’artiste designer Milan Grygar en 1952 et la naissance de ses enfants dans les années 1950, elle se tourne vers l’illustration pour la jeunesse, un domaine moins soumis à la censure. Elle conçoit le livre comme un objet artistique global, allant au-delà des simples exigences de la commande.
Longtemps méconnue en Occident en raison du rideau de fer, Kveta Pacovska gagne une reconnaissance internationale à partir de 1992, lors d’une rétrospective à Bologne (Italie). Son travail, caractérisé par une utilisation audacieuse des couleurs et des contrastes, puise dans un imaginaire riche, mêlant des influences du cirque, des marionnettes et des formes anthropomorphes. Elle associe des techniques variées, comme le collage et le découpage, à un vocabulaire visuel moderne qui dialogue avec des figures contemporaines telles que Carl Sandburg, Michael Ende ou William Golding.
Kveta Pacovska contribue ainsi à réinventer le livre d’artiste, en le rendant accessible dès la petite enfance et en proposant une approche innovante, où l’image et la forme priment sur le texte.

## Distinctions
Květa Pacovská a reçu de nombreux prix et distinctions.
Elle est lauréate en 1983 de la Pomme d'Or de Bratislava (BIB) pour ses illustrations de Pimpilim pampam (texte de Josef Hanzlík).
En 1986, elle figure dans la « Honour List » de l' IBBY, catégorie Illustration.
En 1992, elle reçoit le prix Hans-Christian-Andersen Illustration. Ce prix est considéré comme le « Nobel » du livre pour enfants.
En 1993, son ouvrage Grün rot alle: ein farbenspielbuch obtient la "Mention" Prix critique en herbe de  la Foire du livre de jeunesse de Bologne (Italie).
En 1998, à cette même Foire du livre de jeunesse de Bologne, elle est lauréate du Special Award pour son ouvrage Alphabet.
Illustrad'Or 2006(ca) (Illustrateur d’Or), ce prix bisannuel est remis à Květa Pacovská pour l'ensemble de son œuvre, par l’APIC, l’association des Illustrateurs de Catalogne, le 26 mars 2007 à Barcelone.
Prix Vladimíra-Boudníka.
De 2019 à 2023, elle est sélectionnée cinq années d'affilée pour le prestigieux prix suédois, le Prix commémoratif Astrid-Lindgren.

## Expositions
- « Květa Pacovská », Centre national d'art et de culture Georges-Pompidou, Paris
- « Un livre pour toi », Médiathèque de la Cité des sciences et de l'industrie, Paris, mars 2007

En 2010, Květa Pacovská est invitée à l'Abbaye de Fontevraud pour y réaliser une exposition et un carnet de visite proposant une découverte originale de ce grand monument historique. 

## Livres pour enfants
L'artiste a illustré de très nombreux titres, dont de grands classiques, mais aussi des créations personnelles, qu'elle considère comme de petits musées portables mis à la portée des enfants.
L'essentiel de son œuvre est édité en France par les éditions du Seuil-Jeunesse, NordSud et les éditions du Panama, Les Grandes Personnes ainsi que minedition.

## Ouvrages

### Adaptations
- Le Petit Roi des fleurs (minedition), 1992, 40 p.
- Cendrillon, 2009, (minedition), 24 p.
- La Petite Fille aux allumettes , 2010, (minedition), 24 p.
- Le Petit Chaperon rouge, 2013, (minedition), 25 p.
- Pierre et le loup, 2013, (minedition), 26 p.
- Hänsel et Gretel, 2023, (Casterman), 20 p.

### Créations
- Un, cinq, beaucoup (Editions Ouest-France), 1991, 28 p.
- Couleur couleurs (minedition), 1993, (Seuil jeunesse), 24 p.
- Le Théâtre de minuit (NordSud), 1993, 40 p.
- Rond Carré : Le Livre-jeu des formes, 1994, Editions du Seuil, np
- Tour à tour, 1995,  (NordSud), 32 p.
- Alphabet, 1996, (minedition), réédition 2012, 48 p.
- Jamais deux sans trois, 1996, (Editions du Seuil), 28 p.
- La fleur sans couleur"", 1998, (Editions Nord-Sud), 33 p.
- ""Corne rouge, 1999, (Seuil jeunesse), 22 p.
- Un livre pour toi, 2004, (Seuil jeunesse), 83 p.
- Kveta Pacovska (Centre de promotion du livre de jeunesse 93), 2002, 42 p.
- Ponctuation (Seuil), 2004, 41 p.
- Mon ami invisible, 2005, (Les 400 coups), 32 p.
- Le petit roi des fleurs, 2006, (Editions Nord-Sud), 32 p.
- À l'infini, 2007, (Editions du Panama), 128 p.
- Abbaye Royale de Fontevraud, éd. CCO, 2010, 48 p., (collection « Les carnets de visite » dirigée par Xavier Kawa-Topor).
- L'invitation, 2012, (Les grandes personnes), 22 p.
- Après le point noir : entrez, 2016, (Les grandes personnes), 100 p.
- Oiseaux, 2018, (Les grandes personnes), 60 p.

### Adaptation
Le petit roi des fleurs a été adapté par la Compagnie Contre jour, mise en scène Nathalie Hancq, 2018, à la folie Théâtre, Paris 11ème.

### Multimédia
Deux de ses livres ont été adaptés sous la forme d'œuvre multimédia, avec l'ajout de sons et d'animations sons le contrôle de l'artiste. Il s'agit de :
- Alphabet (CD-ROM), Murielle Lefebvre, Frédéric Durieu et Jean-Jacques Birgé, Syrinx, NHK, Paris 1999
- Le Théâtre de Minuit (CD-ROM), Murielle Lefèvre, Jean-Philippe Peugeot et Michiru Oshima, Syrinx, NHK, Paris 1999
- Le Petit Roi des fleurs a été adapté à la télévision par une chaine japonaise[réf. nécessaire] et commercialisé en DVD.